# Tetrapilus
Tetrapilus, biljni rod iz porodice maslinovki iz  tropske i suptropske Azije.
Rod se sastoji od 21 vrste grmova i drveća.. Opisan je u Flora Cochinchinensis 2: 599, 611. 1790[1790]. 

## Vrste
1. Tetrapilus borneensis (Boerl.) de Juana
2. Tetrapilus brachiatus Lour.
3. Tetrapilus caudatilimbus (L.C.Chia) de Juana
4. Tetrapilus cordatulus (H.L.Li) L.A.S.Johnson
5. Tetrapilus dioicus (Roxb.) L.A.S.Johnson
6. Tetrapilus gagnepainii (Knobl.) de Juana
7. Tetrapilus gamblei (C.B.Clarke) de Juana
8. Tetrapilus hainanensis (H.L.Li) L.A.S.Johnson
9. Tetrapilus javanicus (Blume) de Juana
10. Tetrapilus laxiflorus (H.L.Li) L.A.S.Johnson
11. Tetrapilus moluccensis (Kiew) de Juana
12. Tetrapilus neriifolius (H.L.Li) de Juana
13. Tetrapilus palawanensis (Kiew) de Juana
14. Tetrapilus parvilimbus (Merr. & Chun) de Juana
15. Tetrapilus polygamus (Wight) L.A.S.Johnson
16. Tetrapilus roseus (Craib) L.A.S.Johnson
17. Tetrapilus rubrovenius (Elmer) L.A.S.Johnson
18. Tetrapilus salicifolius (Wall. ex G.Don) de Juana
19. Tetrapilus tetragonocladus (L.C.Chia) de Juana
20. Tetrapilus tsoongii (Merr.) de Juana
21. Tetrapilus wightianus (Wall. ex G.Don) de Juana

## Sinonimi
- Pachyderma Blume; Bijdr. Fl. Ned. Ind.: 682 (1826)
- Picricarya Dennst.; Schlüssel Hortus Malab.: 30 (1818)